# Paternoster (Sudafrica)
Paternoster è una località costiera sudafricana situata nella municipalità distrettuale di West Coast nella provincia del Capo Occidentale.

## Geografia fisica
Il piccolo centro, un antico villaggio di pescatori, sorge in prossimità del Capo Columbine a circa 145 chilometri a nord di Città del Capo.